# علي آل درويش
علي رضي آل درويش مواليد 4 مايو 2001، هو لاعب كرة قدم سعودي لعب سابقاً في نادي النور.